# Енвери
Енвери († 1512?) је био османски песник и историчар из 15. века. Написао је познату османску историју на османском турском језику под именом Дустурнаме, уставну књигу (за османску историју). Његово дело се састоји од 3730 стихова и заснива се на три дела: први је универзална исламска историја, други, по коме је познат, о Ајдинидима и трећи (842 стиха) о Османлијама. О његовом личном животу се не зна много.
1462. године Енвери је учествовао у влашком походу султана Мехмеда II, у походу против владара Влада Цепеша. Исте године Енвери је написао песму Teferrücnâme у којој је описао османски поход на Влашку. Енвери је посветио своју песму „Дустурнаме“ великом везиру Махмуд-паши, који је предводио копнену војску у овом походу.

## Дустурнаме
Песма „Дустурнаме“ завршена је током владавине Мехмеда II, око 1465. године и једна је од најстаријих турских хроника и најранијих дела османске историографије. То је маснави. Састоји се од 3730 стихова. Конвенционално, хроника је подељена на три дела: први (поглавља I—XVII) - подаци о светској историји, други (поглавље XVIII) је легенда о херојским делима ајдинских бегова у првој половини 14. века, а треће (поглавља XIX—XXII) је историја Османског царства до 1464. године.
Најпознатији је други део песме.Овај део посебно описује крсташки поход на Смирну.
Извор за поглавље XVIII јесте епско казивање о поморским походима Умура Ајдиноглуа и представља есеј из средине 14. века, који је саставио Емир Хаје Селман, који је изградио Умурову флоту.
Хроника је позната у два примерка. Списак касног 15. века, чуван у Паризу, историчар Мукримин Халил (1898–1961) објавио је скоро у потпуности 1928. године у Истанбулу на турском језику. Поглавље XVIII летописа објављено је 1954. године у транскрипцији са француским преводом Ирене Меликове-Сајар. 1930. Микримин Халил објавио је први историјски коментар хронике. Публикацију Ирене Меликове-Сајар искористио је познати француски византиста Пол Лемерл за своја истраживања, објављена 1957. године, у којима је упоредио Енверијеве информације са изворима византијског и западноевропског порекла.